# Condado de Lee (Virgínia)
O Condado de Lee é um dos 95 condados do estado americano de Virgínia. A sede do condado é Jonesville, e sua maior cidade é Jonesville. O condado possui uma área de 1 133 km² (dos quais 0 km² estão cobertos por água), uma população de 23 589 habitantes, e uma densidade populacional de 21 hab/km² (segundo o censo nacional de 2000). O condado foi fundado em 1793.